# Mercer Bears

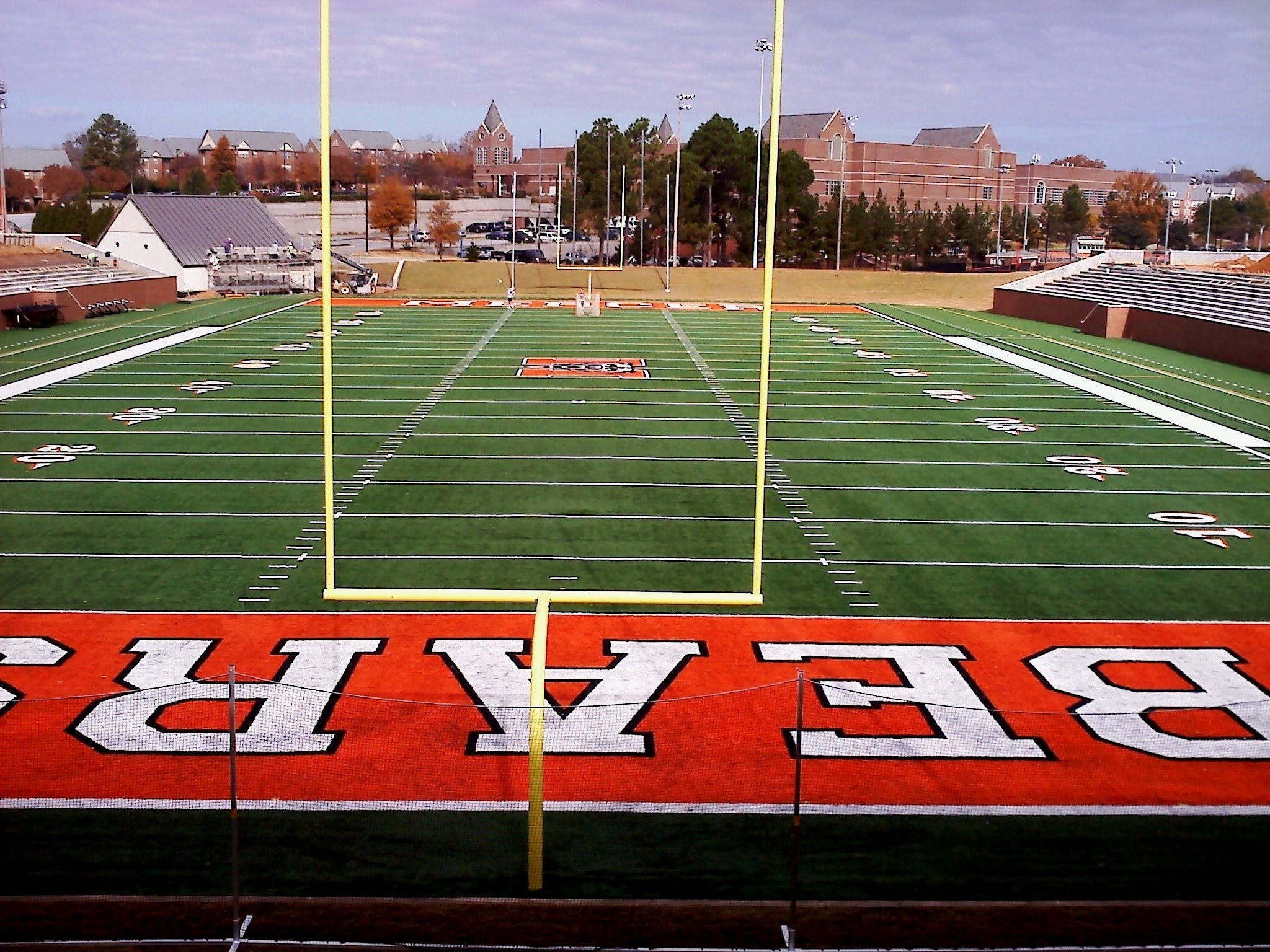
Tony and Nancy Moye Football and Lacrosse Complex.

Mercer Bears (español: Osos de Mercer) es el equipo deportivo de la Universidad Mercer, situada en Macon, Georgia. Los equipos de los Bears participan en las competiciones universitarias organizadas por la NCAA, y forman parte de la Southern Conference desde 2014.

## Programa deportivo
Los Bears participan en las siguientes modalidades deportivas:
| - Masculino - Béisbol - Baloncesto - Cross - Fútbol - Fútbol americano - Golf - Lacrosse - Tenis | - Femenino - Atletismo - Baloncesto - Cross - Fútbol - Golf - Lacrosse - Softball - Tenis - Voleibol - Voleibol de playa |

## Baloncesto
El equipo masculino de los Bears de baloncesto ha llegado en 2 ocasiones al Torneo de la NCAA, la última de ellas en 1985, y en ninguna de ellas pasó de primera ronda. Además, en 3 ocasiones han ganado el título de la Atlantic Sun Conference.
Solamente un jugador de Mercer ha llegado en toda su historia a la NBA, el actual entrenador de Toronto Raptors y ex alero de los Minnesota Timberwolves, Sam Mitchell.